# Torsten Hägerstrand
Torsten Hägerstrand, né le 11 octobre 1916 à Moheda, dans la commune d'Alvesta, et mort le 3 mai 2004 à Lund, est un géographe suédois. Il est connu pour son travail sur les migrations, le diffusionnisme et la géographie temporelle.

## Biographie
Né et résident en Suède, Hägerstrand était professeur de géographie à l'université de Lund, où il obtint son doctorat en 1953. Ses recherches doctorales étaient centrées sur le diffusionnisme.
En 1969, il présenta un article intitulé « What about People in Regional Science ? » au Congrès européen des associations de science régionale à Copenhague. Cet article, publié en 1970 (voir références), développait deux concepts :
- Le besoin d'étudier l'individu en vue de comprendre les pratiques sociales et les pratiques de groupe. De nos jours, les géographes culturels modernes étudient communément les pratiques courantes sur une base individuelle, pour comprendre des modèles à plus grande échelle. L'étude limitée aux groupes crée une homogénéisation de la réalité et cache la vérité.
- Un lien entre l'espace et le temps qui avait été peu développé auparavant. Historiquement, les sociologues ont traité le temps comme un facteur pertinent mais externe aux fonctions spatiales. Les premiers travaux de Hägerstrand sur la diffusion des innovations (étudiant la répartition géographique des nouvelles technologies) lui firent réaliser que les deux, bien que séparés, n'étaient pas indépendants l'une de l'autre ; ils avaient ce que Lefebvre appellerait une relation dialectique.

Les travaux de Hägerstrand étaient quantitatifs, ce qui est important car la discipline de la géographie était, quand il a publié son premier article en 1942, un sujet hautement descriptif. Il développa des modèles et des techniques statistiques, comme le prisme de l'espace-temps. Son travail a informé des personnes comme Allan Pred et Nigel Thrift, qui l'introduisirent dans le monde anglophone.
L'œuvre d'Hägerstrand était un facteur précoce, autant pour le tournant qualitatif que pour l'introduction de la pensée humaniste dans la géographie. Comme les derniers critiquaient hautement les premiers, créant finalement la géographie critique, Hägerstrand revit dans ses travaux suivants ses toutes premières géographies pour y inclure des notions de personnification et d'émotion. Malgré tout, ses méthodes étaient critiquées par des géographes féministes telles que Gillian Rose, qui avançaient que ces modèles montraient une vision du monde masculine et faussement ordonnée.
Le développement des travaux de Hägerstrand a quand même continué de former une partie de base pour la théorie non-représentationnelle et la révision de la géographie temporelle de personnes comme Alan Latham, ce qui signifie qu'il reste aujourd'hui un penseur influent.
La Suède, et Lund en particulier, est devenue un centre majeur de travail innovant dans le domaine de la géographie culturelle. Cela est dû en partie aux travaux de Hägerstrand, qui étaient pratiquement entièrement concentrés dans la ville et sa région.

## Distinctions

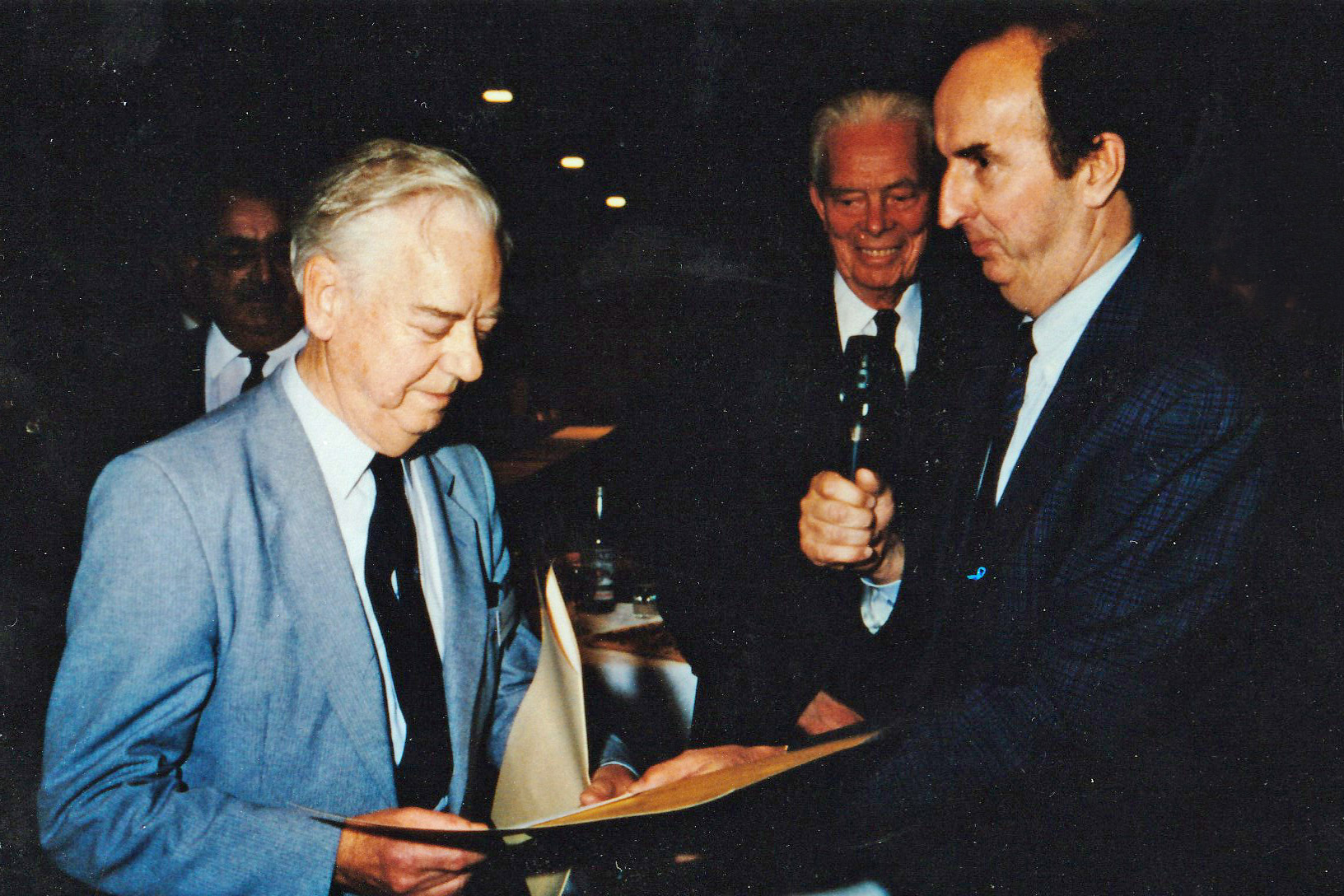
Torsten Hägerstrand recevant le prix Vautrin-Lud (ex aequo avec Gilbert Fowler White, au centre) en 1992.

- 1968 : Outstanding Achievement Award de la part de l'Association des géographes américains.
- 1985 : doctorat honoris causa de science de l'université d'État de l'Ohio, pour « que son travail sur la diffusion des innovations, effectué dans les années 1950 et les années 1960, continue à être cité comme une norme envers laquelle la recherche actuelle est jugée » ; « cette personne distinguée […] inspira une génération d'érudits à travers le monde ».

## Publications
- Innovation diffusion as a spatial process. Traduit par A. Pred. (Chicago: University of Chicago Press, 1967).
- "On the definition of migration." (Lund: Lunds Universitets Kulturgeografiska Institution, Rapporter och Notiser, 9, 1973).
- "The impact of transport on the quality of life." (Lund: Lunds Universitets Kulturgeografiska Institution, Rapporter och Notiser, 13, 1974).
- "The domain of human geography." Directions in geography, ed. R. J. Chorley, 67-87. (London: Methuen, 1973).
- "Space, time and human conditions." Dynamic allocation of urban space, ed. A. Karlqvist et al. (Lexington: Saxon House Lexington Book, 1975)